# Viševica
Viševica je hora v západní části Chorvatska. Je součástí masivu Velika Kapela. Od pohoří Bitoraj ji odděluje sedlo Javorje. 
Její vrchol má nadmořskou výšku 1428 m n. m. Hora vyniká strmými svahy, především na západní straně, která prudce klesá celých 500 výškových metrů, dokud nedosáhne Ličského pole. Vrchol je přístupný po turistické trase. 
U nedaleké osady Ravno se v nadmořské výšce 868 m nachází i horský dům Vagabundina koliba. Svahy kopce jsou až na samotný vrchol porostlé většinou listnatými lesy. Viševica není příliš často turisty navštěvovaná vzhledem k obtížné dostupnosti, nejbližší obcí jsou Fužine s železniční zastávkou na trati Záhřeb–Rijeka.